# Polypedilum wayana
Polypedilum wayana är en tvåvingeart som beskrevs av Bidawid och Ernst Josef Fittkau 1996. Polypedilum wayana ingår i släktet Polypedilum och familjen fjädermyggor. Inga underarter finns listade i Catalogue of Life.